# Santec
Santec (en bretón Santeg) es una población y comuna francesa, situada en la región de Bretaña, departamento de Finisterre, en el distrito de Morlaix y cantón de Saint-Pol-de-Léon.

## Demografía
| 2053 | 2032 | 2019 | 2147 | 2208 | 2133 |
| Para los censos de 1962 a 1999 la población legal corresponde a la población sin duplicidades (Fuente: INSEE [Consultar]) |      |      |      |      |      |